# Friedrich Wirth (Unternehmer)

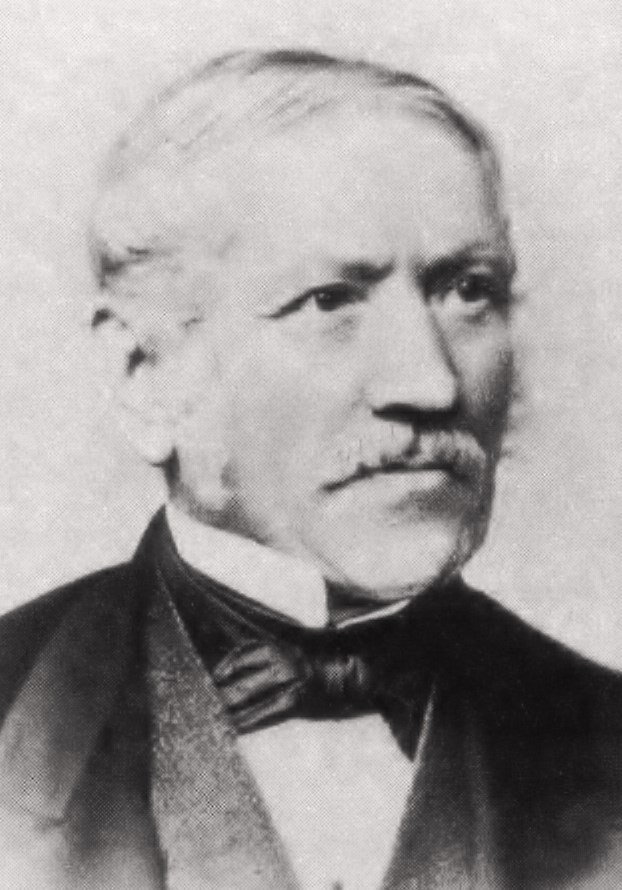
Friedrich Wirth

Israel Friedrich Wirth (* 17. April 1806 in Stuttgart; † 22. Dezember 1883 ebenda) war ein deutscher Schreiner, Ebenist und Unternehmer mit einer Möbelfabrik in Stuttgart. Er trug den Titel eines Königlich Württembergischen Hofebenisten und gilt außerdem als Pionier des Hopfenanbaus in Tettnang.

## Leben

### Stuttgart
Friedrich Wirth wurde am 17. April 1806 in Stuttgart geboren. Sein Vater war der Schreinerobermeister (Vorsitzender der Stuttgarter Schreinerzunft) Johann Israel Wirth († vor 1839), seine Mutter war Johanne Friederike Wirth geb. Link († vor 1855). Die Familie wohnte in Stuttgart im eigenen Haus, Kanalstraße 22 beim Charlottenplatz. Wirth wurde Schreinermeister und Ebenist (Kunstschreiner). Ab 1844 betrieb er eine Möbelfabrik in eigenen Gebäuden, Kanalstraße 20/22. 1857 wurde er zum Königlich Württembergischen Hofebenisten ernannt. Um 1860 verkaufte er die Häuser Kanalstraße 20 und 22 und erwarb das in der unmittelbaren Nachbarschaft liegende Haus Charlottenstraße 21 als Wohnsitz und die Häuser Gaisburgstraße 2 und 4 für die Möbelfabrik, die ab 1864 als F. Wirth Söhne Möbel- und Parquetbodenfabrik und Dampfsägerei mit seinem Sohn Wilhelm Wirth als Teilhaber firmierte. Als dieser 1866 ebenfalls zum Hofebenisten ernannt wurde, firmierte die Fabrik als F. Wirth Söhne Hofebenisten, Möbel- und Parquetbodenfabrik. Ab 1879 trat Carl Treiber als weiterer Teilhaber hinzu, an seine Stelle trat 1883 Bruno Fleischer.

### Tettnang

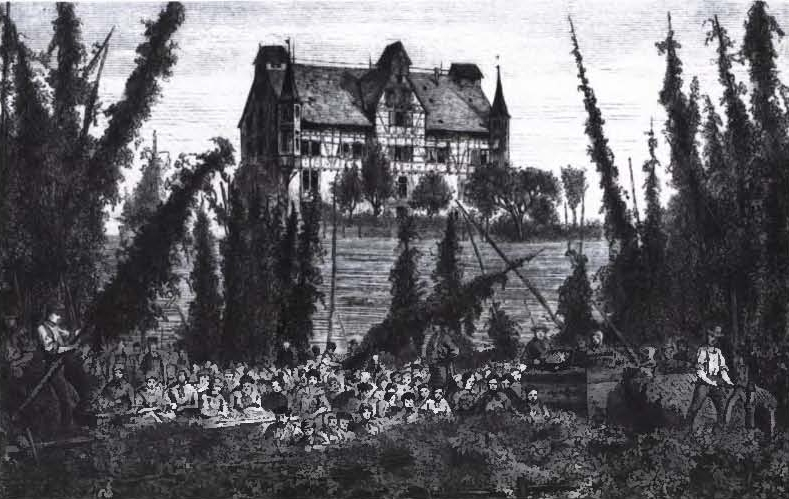
„Hopfenburg“ und Hopfenernte auf Wirths Hopfenplantage

1866 erwarb Wirth das nördlich der württembergischen Stadt Tettnang gelegene Gut Kaltenberg, behielt aber seine Wohnung in Stuttgart bei. Fasziniert von der Hopfenkultur in Tettnang, schenkte er dem Hopfen erstmals wissenschaftliche Aufmerksamkeit; er brachte die Bauern vor Ort dazu, den Hopfenanbau in ihren Betrieben einzuführen. Im großen Trockenhaus seines Guts Kaltenberg, der so genannten „Hopfenburg“, wurde der Hopfen auf Hurden an der Luft getrocknet.
1882 verkaufte Wirth das Gut Kaltenberg und zog sich nach Stuttgart zurück, wo er am 22. Dezember 1883 im Alter von 77 Jahren starb. Seine Frau überlebte ihn um 18 Jahre und starb 1901 im Alter von 85 Jahren. Wirth und seine Frau wurden in Stuttgart auf dem Fangelsbachfriedhof bestattet. Die Grabstätte ist aufgelöst.

### Familie
Friedrich Wirth heiratete 1838 in Stuttgart Wilhelmine geb. Wörnle (1816–1901), eine Tochter des Huf- und Waffenschmieds Wilhelm Gabriel Wörnle und dessen Ehefrau Auguste Rosine Wörnel geb. Kraus. Aus der Ehe gingen drei Söhne und zwei Töchter hervor:
- Wilhelm Wirth (1837–1917), ab 1864 Teilhaber der Möbelfabrik seines Vaters, 1893 wurde zum Kommerzienrat ernannt,
- Carl Wirth († 1883), der von 1867 bis 1873 mit Hermann Wagner in Stuttgart eine „Parquetbodenfabrik und Dampfsäge“ betrieb[5],
- Paul Wirth, ab 1872 Teilhaber der Möbelfabrik F. W. Brauer in Stuttgart,
- Marie (1838–1872), die 1857 den Ratsschreiber, Gemeinderat und Rechtsanwalt Hermann Haug (1827–1875) heiratete,
- Friederike († 1867), die unverheiratet blieb.

## Villa Wirth
1864 ließ Friedrich Wirth in Stuttgart-Ost das Landhaus Kanonenweg 36 (seit 1946 Haußmannstraße 36) auf einem leicht ansteigenden Grundstück von dem Bauwerkmeister Carl Eitelbuß (1825–1872) errichten. Das zweigeschossige, dreiachsige Gebäude hatte eine Grundfläche von 20 Metern mal 12 Metern. Es war giebelständig und mit einem Satteldach gedeckt. Die Hauptfassade war symmetrisch aufgeteilt. Die klare Gliederung wurde durch Rundbogenfenster im Erdgeschoss, Segmentbogenfenster im ersten Obergeschoss und umlaufende Gesimse betont. Der seitlich angebaute, quadratische Treppenturm aus rustiziertem Mauerwerk trug eine Dachterrasse mit einer Balustrade und dem Standbild eines Schwertträgers. 1900 wurde an der Straße vor der Villa der Froschbrunnen errichtet.
Nach dem Tod von Wilhelmine Wirth, die das Haus von ihrem Mann geerbt hatte, erwarb 1903 Regierungsbaumeister Robert Schmid die Villa als Sommerhaus und erweiterte sie um einige Anbauten. Schmid erbaute 1903/1904 in der Nachbarschaft der Villa Wirth die Villen Kanonenweg 34, 34A, 34B und 38, die zum Verkauf bestimmt waren. Nach Beschädigung im Zweiten Weltkrieg wurde die Villa Wirth renoviert und später abgebrochen. Die heute unter Denkmalschutz stehenden Nachbarhäuser blieben erhalten.
| - Rechts Villa Wirth und Froschbrunnen, links das Haus Kanonenweg 38 | - Seitenfassade der Villa Wirth, 1864 |

## Froschbrunnen
Der zur Uhlandshöhe ansteigende Hang an der Haußmannstraße wurde 1900 durch eine entlang der Straße verlaufende Stützmauer abgefangen. Vor der Villa Wirth wurde in die Stützmauer eine oben offene, axial zum Treppenaufgang der Villa ausgerichtete Nische eingelassen. Sie wird von zwei Pfeilern flankiert und durch eine Balustrade abgeschlossen. In die Nische ist ein Brunnen eingebaut.
Über einer ovalen Wanne aus Granit erhebt sich der Brunnenstock mit einem wasserspeienden Bronzefrosch und einer Herme mit einer bronzenen Faunbüste. Der weinlaubbekrönten Faunbüste sind als Attribute eine Kürbisflasche und eine Panflöte beigegeben. Den Faun modellierte der Bildhauer Emil Kiemlen, die architektonische Komposition des Brunnens entwarf der Architekt Franz Cloos. Den Guss der Bronzefiguren besorgte die Württembergische Metallwarenfabrik (WMF) in Geislingen. 1953 wurden die Bronzefiguren neu gegossen, 1990 wurde der Brunnen saniert.
| - Froschbrunnen, 1900 (oben die Villa Wirth) | - Faun, 2012 - Frosch, 2012 |

## Ehrungen
- Friedrich Wirth, der unter anderem die Gründung des Verschönerungsvereins Tettnang anregte, wurde auf Beschluss des Tettnanger Gemeinderats vom 28. Juni 1869 für seine Verdienste die Ehrenbürgerwürde verliehen.[9]
- Verleihung des württembergischen Friedrichsordens durch König Wilhelm I.[10]
- Zu Wirths Ehren ist in Tettnang die Israel-Friedrich-Wirth-Straße benannt.

## Schriften
- Friedrich Wirth: Der Hopfenbau. Eine gemeinfaßliche belehrende Darstellung der Cultur und Behandlung des Hopfens von der ersten Anlage bis zur Ernte und dem Trocknen nach eigenen Erfahrungen. Metzler, Stuttgart 1875. / 2. Auflage 1877. (pdf (ohne Tafeln))